# Távol a világtól (film)
A Távol a világtól (eredeti cím: Leave the World Behind) 2023-ban bemutatott amerikai filmthiller, amelyet Sam Esmail rendezett és írt, Rumaan Alam azonos című regénye alapján. A főbb szerepekben Julia Roberts, Mahershala Ali, Ethan Hawke, Myha'la Herrold és Kevin Bacon látható.
Amerikában 2023. november 22-én a mozikban, míg Magyarországon 2023. december 8-án mutatták be a Netflixen.

## Cselekmény
A mizantróp Amanda Sandford rögtönzött hétvégi kiruccanást szervez egy nyaralóházba, hogy minőségi időt töltsenek együtt férjével, Clayjel és gyerekeikkel, Archie-val és Rose-zal. Élelmiszervásárlás közben Amanda meglát egy férfit, aki nagy mennyiségű konzervet és vizet vásárol. Később, miközben a család egy közeli strandon pihen, egy olajszállító tartályhajó közeledik feléjük. Amikor visszatérnek a házba, észreveszik, hogy a tévé és a Wi-Fi nem működik, és egy szarvaspár bámulja őket.
Aznap este a tulajdonos, George H. ("G.H.") Scott és lánya, Ruth érkezik a házhoz. G.H. menedéket keresve elmagyarázza, hogy áramszünet okozta a visszatérésüket. Amanda gyanakszik, és nem akarja, hogy maradjanak. Clay azonban megbízik bennük, és megengedi, hogy itt töltsék az éjszakát.
Másnap reggel Rose csalódott, hogy a Wi-Fi és a tévé még mindig nem működik, ami miatt nem tudta megnézni a Jóbarátok sorozat fináléját. Amanda észrevesz a telefonján négy hírjelzést az áramszünetről, amelyek közül a harmadik hackerekről szól, az utolsó pedig egy elrontott üzenetet mutat. Rose egy nagyobb szarvascsordát lát mozdulatlanul az udvaron.
Clay megpróbál tudomást szerezni a zavarokról és megjavítani a Wi-Fit, ezért a városba hajt, míg G.H. a szomszédjához megy. Clay otthagy egy spanyolul beszélő, segítséget kérő nőt, és egy arabul írt röplapokat szóró drón elől menekül, míg G.H. átkutatja a szomszéd házát, felfedezi egy repülőgép lezuhanásának roncsait a közeli tengerparton, és épphogy elkerül egy másodikat.
Máshol Rose együtt sétál Archie-val a közeli erdőben, ahol egy üres fészerre bukkannak, és Archie visszafelé menet eltávolít egy kullancsot a bokájából. A házba visszatérve G.H. elmondja Amandának a látott eseményeket. Feltételezi, hogy az országos műholdas kapcsolat megszakadt, de egy hangos, rikácsoló zaj megszakítja a kapcsolatot. Amanda felidézi a készleteket felhalmozó férfit, akiről G.H. feltételezi, hogy Danny, a vállalkozója. Clay megrendülten tér vissza a röplappal, amelyet Archie részben úgy fordít le, hogy "Halál Amerikára". Megelégelve a dolgot Sandfordék elmenekülnek a bérelt autóból, azzal a szándékkal, hogy Amanda New Jersey-i nővéréhez hajtanak, de az autópályát összeütköző önvezető Teslákkal találják eltömve; épphogy elkerülnek még több érkező autót, és kénytelenek visszatérni G.H. házához.
Az éjszaka folyamán Ruth provokatív kérdéseket tesz fel Claynek, később pedig flamingókat fedeznek fel a medencében. Amanda és G.H. baráti kapcsolatot alakítanak ki, de egy újabb rikító zaj megszakítja a kapcsolatot, és az áramszolgáltatás is megszűnik. Később Rose elmondja Amandának a fuldokló ember példázatának egy változatát Az elnök emberei egyik epizódjából.
Másnap reggel Archie fogai megmagyarázhatatlanul kihullanak. G.H. azt hiszi, hogy ez a kullancscsípéssel függ össze, ezért azt javasolja, hogy keresse fel Dannyt, hogy szerezzen gyógyszert. Rose ekkor eltűnik, és G.H. és Clay elviszik Archie-t Dannyhez, míg Amanda és Ruth Rose-t keresik. A fészernél egy még nagyobb szarvascsordával találják szembe magukat, amelyet elijesztenek. Eközben G.H. és Clay megpróbálja meggyőzni Dannyt, hogy segítsen Archie-nak, ami fegyveres patthelyzetet eredményez G.H. és Danny között. Clay közbelép, és meggyőzi Dannyt, hogy segítsen Archie-nak. Ezután Danny elmondja G.H.-nak, hogy egy másik szomszédnak is lehet földalatti bunkere, és azt sugallja, hogy a zaj és Archie kihullott fogai egy mikrohullámú fegyver következményei.
G.H. megrendülten feltételezi Clay-nek és Archie-nak, hogy az ország egy háromlépcsős hadjáratban van, amely államcsínybe torkollik. Ezzel egy időben Amanda és Ruth végignézik, ahogy New Yorkot bombázzák. Rose ekkor találja meg a bunkert tartalmazó szomszéd házat. Odabent egy számítógépes üzenet arra figyelmeztet, hogy az Egyesült Államok több városában is megemelkedett a sugárzás szintje. Talál egy DVD-t a Jóbarátokból, és megnézi a sorozat fináléját.

## Szereplők
| Szerep          | Színész           | Magyar hang  |
| --------------- | ----------------- | ------------ |
| Amanda Sandford | Julia Roberts     | Tóth Enikő   |
| G.H. Scott      | Mahershala Ali    | Kálid Artúr  |
| Clay Sandford   | Ethan Hawke       | Széles Tamás |
| Ruth Scott      | Myha'la Herrold   | Csuha Bori   |
| Rose Sandford   | Farrah Mackenzie  | Pőcze Petra  |
| Archie Sandford | Charlie Evans     | Tóth Márk    |
| Danny           | Kevin Bacon       | Fekete Ernő  |
| Salvadora       | Vanessa Aspillaga | Eredeti hang |

### Magyar változat
- Magyar szöveg: Vajda Evelin
- Hangmérnök: Bederna László
- Vágó: Pilipár Éva
- Gyártásvezető: Vigvári Ágnes
- Szinkronrendező: Nikodém Gerda
- Produkciós vezető: Fekete Márk

A szinkront a Direct Dub Studios készítette el.

## A film készítése
A Netflix 2020 júliusában nyerte meg a Rumaan Alam regényének jogaiért folytatott licitháborút, Sam Esmail pedig a forgatókönyvíró és rendező szerepét kapta meg. Julia Roberts a film főszereplője és producere volt.
Barack Obama volt amerikai elnök és Michelle Obama first lady a Higher Ground Productions nevű cégükön keresztül vezető producerként működött közre a filmben. Obama a regényt felvette a 2021-es nyári olvasmánylistájára.

### Forgatás
A forgatás 2022 áprilisában kezdődött Long Islanden. 2022 májusában további forgatásokra került sor a Katonahban.